# «Грация» в сезоне 1989
В сезоне 1989 года клуб «Грация» (Алма-Ата) участвовал в Чемпионате Всесоюзного добровольного физкультурно-спортивного общества профсоюзов (ВДФСОП).
Командой руководил тренерский дуэт: Александра Соловьёва и Виталия Шашкова.
На первом этапе команды Сибирско-азиатской зоны играли турнир в 5 кругов (Каждая команда один из туров проводит у себя дома): «Грация» (Алма-Ата); «Сибирячка» (Красноярск, 25-27.08.1989); «Олимп» (Караганда); «Тохучу» (Баку, в переводе на русский — «Текстильщицы») и «Азалия» (Фрунзе).
| Соперники              | Результаты              | И | В | Н | П | М    | О  |
| ---------------------- | ----------------------- | - | - | - | - | ---- | -- |
| «Грация» — «Сибирячка» | 0:0, 1:1, 0:0, 1:1, 1:1 | 5 | 0 | 5 | 0 | 3-3  | 5  |
| «Грация» — «Олимп»     | 1:0, 2:0, 1:0, 4:0, 1:0 | 5 | 5 | 0 | 0 | 9-0  | 10 |
| «Грация» — «Тохучу»    | 0:1, 1:2, 2:0, 1:0, 1:1 | 5 | 2 | 1 | 2 | 5-4  | 5  |
| «Грация» — «Азалия»    | 6:1, 1:1, 3:1, 5:0, 2:1 | 5 | 4 | 1 | 0 | 17-4 | 9  |

Финальный этап состоялся в Могилеве с 16 по 23 октября 1989 года.
«Грация» проиграла клубу «Надежда» (Могилев) 0:3, сыграла в ничью 0:0 с «Волжанка» (Чебоксары), «Сибирячка» (Красноярск), «Латвия» (Рига) и выиграла 3:0 у «Штурм» (Питкяранта).

## Результаты выступлений
| Этап                     | Место | И  | В  | Н | П | М     | О  | Кубок СССР    | Бомбардир |
| ------------------------ | ----- | -- | -- | - | - | ----- | -- | ------------- | --------- |
| 1 лига, 1 этап, группа А | 1     | 20 | 11 | 7 | 2 | 34-11 | 29 | не проводился | -         |
| 1 лига, Финальный этап   | 4     | 5  | 1  | 3 | 1 | 3-3   | 5  | не проводился | -         |

## Состав клуба
- Анна Корепова (вратарь)
- Ольга Сафиуллина (вратарь)
- Зоя Ананьева
- Ольга Бурковецкая[4]
- Снежана Гогуля
- Сауле Джарболова
- Наталья Дорошева
- Марина Коломиец
- Гульнара Карымсакова
- Юлия Кельдюшева
- Оксана Коханная
- Бота Купешова
- Марина Мамаева
- Гайша Мусина
- Анна Остроухова
- Лариса Савина
- Александра Светлицкая
- Наталья Смолякова
- Анна Харебова